# Pluchekapboomklever
De pluchekapboomklever (Sitta frontalis) is een oscine zangvogel die broedt in een groot gebied in Azië tussen West-India en de Filipijnen. Het is een vogel van oud bos.

## Kenmerken
De pluchekapboomklever heeft het uiterlijk en formaat van een boomklever, hij is 13 cm lang. Kenmerkend voor deze tropische boomklever is een rode snavel en een zwarte vlek voor op de kruin, gecombineerd met een witte keel, waarbij de borst- en buikveren geleidelijk licht vaalroze worden. Van boven is de vogel lichtpaars, met donkere slagpennen.

## Verspreiding en leefgebied
De pluchekapboomklever komt vooral voor in primair regenwoud en maakt gebruik van oude nesten van spechten en baardvogels. Er zijn vijf ondersoorten:
- S. f. frontalis (Midden-Himalayagebied en India tot Indochina)
- S. f. saturatior (Schiereiland Malakka, Noord-Sumatra en omliggende eilanden)
- S. f. corallipes (Borneo, heeft rode poten)
- S. f. palawana (Palawan, Filipijnen)
- S. f. velata (Zuid-Sumatra en Java)

## Status
De pluchekapboomklever heeft een enorm groot verspreidingsgebied en daardoor alleen al is de kans op de status kwetsbaar (voor uitsterven) gering. De grootte van de populatie is niet gekwantificeerd maar gaat door ontbossingen en versnippering van het leefgebied in aantal achteruit. Echter, het tempo ligt onder de 30% in tien jaar (minder dan 3,5% per jaar). Om deze redenen staat de pluchekapboomklever als niet bedreigd op de Rode Lijst van de IUCN.

## Nog meer afbeeldingen

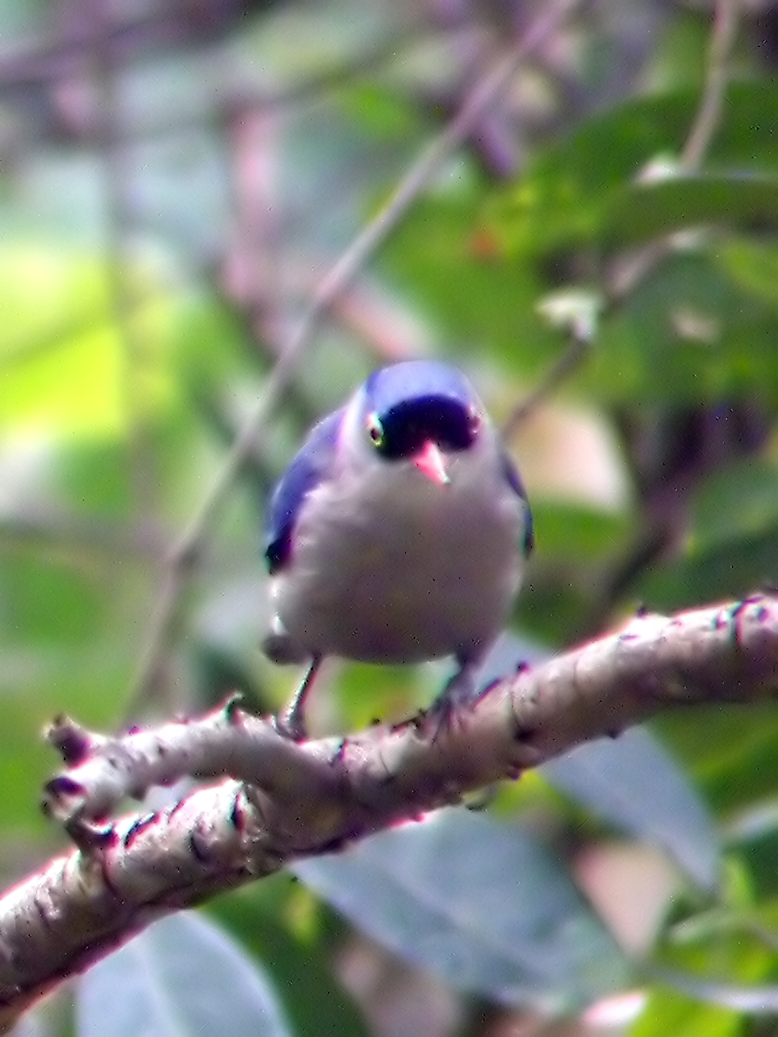
Schema kleurverdeling verenkleed
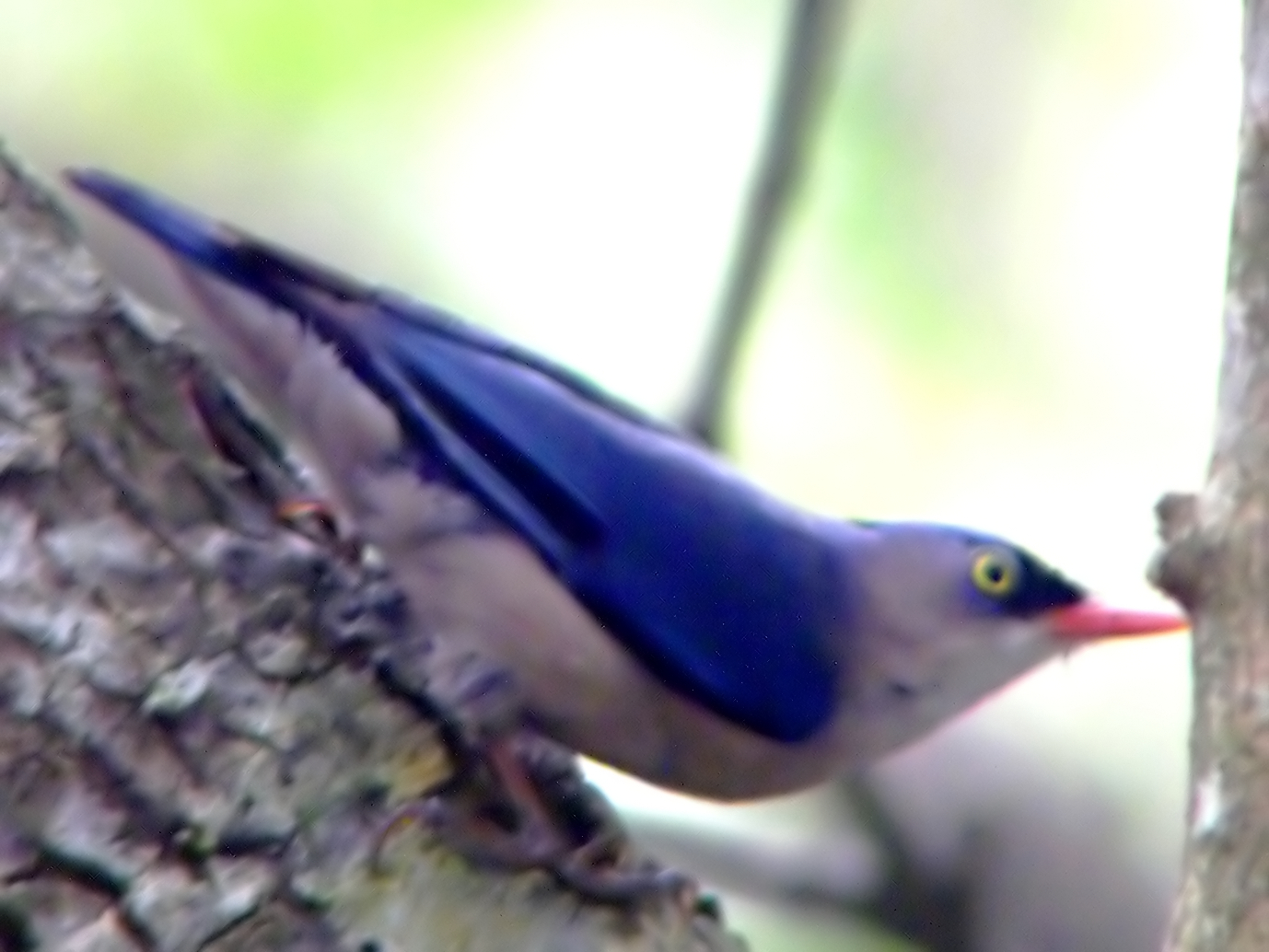
In Hong-Kong